# 新赫里斯托福里夫卡
47°33′36″N 32°46′40″E / 47.56000°N 32.77778°E
新赫里斯托福里夫卡（羅馬化：Novokhrystoforivka）是烏克蘭南部尼古拉耶夫州巴什坦卡區維利內扎波里日亞市鎮的村莊。該村面積1.24平方公里，海拔高度93米，2001年人口570，人口密度每平方公里459.7人。